# Холт (окръг, Небраска)
Вижте пояснителната страница за други значения на Холт.
Окръг Холт (на английски: Holt County) е окръг в щата Небраска, Съединени американски щати. Площта му е 6263 km², а населението - 11 551 души (2000). Административен център е град О`Нийл.